# カオジロブロンズトキ
カオジロブロンズトキ（学名：Plegadis chihi）は、ペリカン目トキ科に分類される鳥類の一種。別名メガネトキ（眼鏡朱鷺）。

## 分布
アメリカ西部、メキシコ北部から南アメリカ（ボリビアからアルゼンチン北部まで）にかけて分布する。分布域は広いが不連続的である。

## 形態
全長46-56cm。体色はブロンズトキと似ており、繁殖個体は赤褐色の身体に暗緑色の翼をもつが、非繁殖個体と若年個体は暗い体色のままである。顔の赤色の皮膚が一部裸出している。生殖羽では、顔の周囲を縁取る白線がはいる。
ブロンズトキとは体格以外（本種の方がやや小型）はよく似ているため、本種をブロンズトキの亜種とする説もある。しかし、アメリカにおける本種とブロンズトキとの混合コロニーにおいて交雑例がないことなどから、最近は別種とする説が有力である。

## 生態
内陸の沼地や湿地の多い草原に生息する。
魚類、甲殻類、カエル、昆虫類などの小動物を捕食する。
集団繁殖地（コロニー）を形成して繁殖する。しばしば他種との混合コロニーを形成する。1腹3-4個の卵を産み、抱卵期間は18-23日である。雛は孵化後28-33日で巣立ちする。